# Мишківська сільська рада
Ми́шківська сільська́ ра́да — колишня адміністративно-територіальна одиниця та орган місцевого самоврядування в Заліщицькому районі Тернопільської області. Адміністративний центр — с. Мишків.

## Загальні відомості
- Територія ради: 18,62 км²
- Населення ради: 539 осіб (станом на 2001 рік)
- Територією ради протікає річка Серет

До 19 липня 2020 р. належала до Заліщицького району.
18 листопада 2020 р. увійшла до складу Більче-Золотецької сільської громади.

## Населені пункти
Сільській раді були підпорядковані населені пункти:
- с. Мишків

## Склад ради
Рада складається з 15 депутатів та голови.
- Голова ради: Солтис Віталій Вікторович
- Секретар ради: Гнатюк Олександра Петрівна

### Керівний склад попередніх скликань
| Прізвище, ім'я, по батькові | Основні відомості                                                 | Дата обрання | Дата звільнення |
| --------------------------- | ----------------------------------------------------------------- | ------------ | --------------- |
| Солтис Віталій Вікторович   | Сільський голова, 1974 року народження, освіта вища, безпартійний | 26.03.2006   | 31.10.2010      |
| Солтис Віталій Вікторович   | Сільський голова, 1974 року народження, освіта вища, безпартійний | 31.10.2010   |                 |

Примітка: таблиця складена за даними сайту Верховної Ради України

### Депутати
За результатами місцевих виборів 2010 року депутатами ради стали:

#### За суб'єктами висування
| Суб'єкт висування | Кількість обраних депутатів | %   |
| ----------------- | --------------------------- | --- |
| Самовисування     | 15                          | 100 |

#### За округами
| № округу | Прізвище, ім'я, по батькові     | Дата визнання обраним | Освіта             | Партійна приналежність | Відомості про обраного депутата                   |
| -------- | ------------------------------- | --------------------- | ------------------ | ---------------------- | ------------------------------------------------- |
| 1        | Недошитко Іван Федорович        | 02.11.2010            | середня            | позапартійний          | тимчасово не працює                               |
| 2        | Маслюк Надія Яківна             | 02.11.2010            | вища               | позапартійна           | Мишківська сільська рада, бухгалтер               |
| 3        | Храпчинський Василь Васильович  | 02.11.2010            | вища               | позапартійний          | загальноосвітня школа І-ІІ ст. с. Мишків, вчитель |
| 4        | Погрібний Володимир Йосафатович | 02.11.2010            | середня спеціальна | позапартійний          | приватний підприємець                             |
| 5        | Помазанський Віктор             | 02.11.2010            | вища               | позапартійний          | тимчасово не працює                               |
| 6        | Паращук Микола Васильович       | 02.11.2010            | середня            | позапартійний          | тимчасово не працює                               |
| 7        | Ракета Надія Петрівна           | 02.11.2010            | середня спеціальна | позапартійна           | тимчасово не працює                               |
| 8        | Михайлюк Надія Каролівна        | 02.11.2010            | середня            | позапартійна           | тимчасово не працює                               |
| 9        | Поліщук Наталія Василівна       | 02.11.2010            | середня            | позапартійна           | тимчасово не працює                               |
| 10       | Патроник Віталій Бориславович   | 02.11.2010            | середня            | позапартійний          | тимчасово не працює                               |
| 11       | Гнатюк Олександра Петрівна      | 02.11.2010            | середня            | позапартійна           | Мишківська сільська рада, секретар                |
| 12       | Клочко Володимир Іванович       | 02.11.2010            | вища               | позапартійний          | Чортківське ДЛГО, майстер лісу                    |
| 13       | Патроник Роман Бориславович     | 02.11.2010            | вища               | позапартійний          | тимчасово не працює                               |
| 14       | Погорецький Іван Петрович       | 02.11.2010            | середня спеціальна | позапартійний          | тимчасово не працює                               |
| 15       | Храпчинський Василь Степанович  | 02.11.2010            | середня            | позапартійний          | тимчасово не працює                               |